# Bartomeu Llabrés Albertí
Bartomeu Llabrés Albertí (Palma, 1886 - ídem, 18 d'abril de 1951) va ser un obrer de Palma (Illes Balears). Va treballar a la Foneria Pere J. Tous de la mateixa ciutat.
Llabrés va ser figura destacada d'un dels primers equips d'arrel obrera de Mallorca, el Foneria Carbonell (després rebatiat com a Mallorca FC), creat l'any 1920. Possiblement en va ser el president o cap visible, tot i que l'equip no estava organitzat formalment.
L'equip es va fusionar a finals de 1920 amb un altre conjunt obrer, el Mecànic FC, per formar el Balears FC. Llabrés va ser elegit president de la nova entitat i va exercir el càrrec durant dos anys, fins al 1922, que va ser substituït per Jaume Llabrés Morey (no hi havia cap parentiu entre ells). El club continua existint amb el nom de Club Esportiu Atlètic Balears.